# サンドロット/僕らがいた夏
『サンドロット/僕らがいた夏』（原題：The Sandlot）は、1993年制作のアメリカ合衆国の映画。
草野球仲間の少年達の友情をノスタルジックに描いたファミリー映画。

## あらすじ
1962年の夏。ある田舎町に引っ越してきたばかりの少年スコッティはなかなか友達が出来ないでいた。スコッティは思い切って少年野球チームに入るが、野球音痴ということもあって、皆の笑い者となってしまい、すっかり意気消沈。
翌日、そんなスコッティにチーム一の名手ベニーが指導を買って出る。ベニーの教え方のうまさもあってスコッティの野球の腕はぐんぐん上達し、やがて彼はチームの一員として迎えられた。
そんなある日の試合で、ベニーが打ったボールが破裂してしまったため、スコッティは得意気に家から代わりのボールを持ってくる。だがそれは何と、彼の義父ビルが家宝として大切にしているベーブ・ルースのサインボールだった。
試合は再開されるが、その中で場外ホームランが飛び出し、ボールはある一軒の家の庭に飛び込んでしまう。その家はミスター・マートルの家であったが、地元では大きな怪物が住んでいるとの噂で子供たちから恐れられていた。
スコッティ達は知恵と勇気を振り絞ってボールの奪回を試みるが、大きな怪物＝大きな犬のせいで、なかなか取り戻せない。そんなある夜、ベニーの夢にベーブ・ルースが現われて、彼を勇気づける。翌日、ベニーは単独でミスター・マートルの家の中に乗り込み、見事ボールを取り戻すのだった。

## キャスト
| 役               | 俳優                             | 日本語吹替 | 日本語吹替 |
| 役               | 俳優                             | VHS版      | TV版       |
| ---------------- | -------------------------------- | ---------- | ---------- |
| スコッティ       | トム・グイリー                   | 伊倉一恵   | 矢島晶子   |
| ベニー           | マイク・ヴィター                 | 鳥海勝美   | 山口勝平   |
| ハム             | パトリック・レナ                 | 高乃麗     | 田中真弓   |
| スクインツ       | チョーンシー・レオパルディ       | 松本梨香   |            |
| ヤーヤー         | マーティ・ヨーク                 | 石川寛美   |            |
| ドゥネヌズ       | ブランドン・アダムス             | 水原リン   |            |
| バートラム       | グラント・ゲルト                 | 安達忍     |            |
| ティミー         | ヴィクター・ディマティア         | 松岡洋子   |            |
| トミー           | シェーン・オベドジンスキー       | 南央美     |            |
| スコッティの母   | カレン・アレン                   |            |            |
| ビル             | デニス・リアリー                 |            |            |
| ウェンディ       | マーリー・シェルトン             |            |            |
| マートル         | ジェームズ・アール・ジョーンズ   | 藤本譲     | 加藤精三   |
| ベーブ・ルース   | アート・ラフルー                 |            |            |
| 大人のスコッティ | デヴィッド・ミッキー・エヴァンス | 谷口節     | 池田秀一   |

## 続編
- わるわる探犬隊（The Sandlot 2、2005年）
- チャンス・ボール (映画)（The Sandlot: Heading Home、2007年）